# Przygody Szalonego Grzesia
Przygody szalonego Grzesia – pierwszy polski komiks wydany w 1919 roku we Lwowie.

## Historia
Pierwszy w historii polski serial komiksowy nosił tytuł „Ogniem i mieczem, czyli Przygody szalonego Grzesia”. Autorem rysunków był Kamil Mackiewicz, a scenariusz napisał Stanisław Wasylewski pseud. Jan Bury. Historia liczyła 28 odcinków i była publikowana w 1919 roku w lwowskim obrazkowym czasopiśmie satyryczno-politycznym „Szczutek”.
Tytuł prześmiewczo nawiązywał do popularnej trylogii polskiego powieściopisarza Henryka Sienkiewicza pt. „Ogniem i mieczem”. Akcja historii osadzona była po I wojnie światowej w odradzającej się po 123 latach zaborów Polsce, która – dzięki serii konfliktów z Niemcami oraz bolszewikami, zwanych „wojnami o granice” – odzyskiwała niepodległość. Jej głównym bohaterem był Grześ, który zaciągnął się do polskiego wojska. Historia miała wydźwięk humorystyczno-propagandowy i ukazywała jego losy podczas walk z Ukraińcami w obronie Lwowa, w czasie powstania wielkopolskiego oraz walk z bolszewikami.
Serial drukowany był od 6. do 42. numeru czasopisma. W numerze 44. pojawił się pojedynczy kadr przedstawiający Grzesia siedzącego przy stole z rodziną informujący o zakończeniu cyklu na łamach „Szczutka” i odsyłający ich do lektury nowo powstałego czasopisma ilustrowanego pt. „Grześ”, którego tytuł wzięty został od imienia bohatera komiksu. Grześ pojawiał się w piśmie epizodycznie.
Publikowany w „Szczutku” komiks został wydany w osobnym zeszycie pt. „Ogniem i mieczem, czyli przygody szalonego Grzesia” w 1920 roku we Lwowie. Oprócz części „Ogniem i mieczem” wyszły również inne przygody szalonego Grzesia.